# Time 4 Xmas
Time4XmaS è un disco natalizio di Danijay pubblicato nel 2006.

## Tracce
1. Time4XmaS (radio edit)
2. Time4XmaS (xmas on dance floor)
3. Time4XmaS (midnight version)